# Eduard Šalé
Eduard Šalé (* 10. března 2005, Brno) je český hokejový útočník hrající za tým Coachella Valley Firebirds v AHL, jako prospect týmu Seattle Kraken. Ve vstupním draftu NHL v roce 2023 byl draftován jako 20. hráč v celkovém pořadí.
Jeho praděd Slavomír Bartoň byl československým hokejovým reprezentantem a jeho děd Milan Bartoň byl prvoligovým hokejistou.

## Hráčská kariéra

### HC Kometa Brno (2021–2023)
V nejvyšší české soutěži poprvé nastoupil v ročníku 2021/2022 ve věku 16 let. První střídáni absolvoval v rámci 33. kola na ledě Mladé Boleslavi. První gól a bod v nejvyšší soutěži si připsal ve 44. kole ve venkovním utkání proti Kladnu. Celkově ve své premiérově sezoně v A-týmu zapsal během deseti zápasů dva góly a jednu asistenci. V téže sezoně obdržel i ocenění nejlepšího juniora roku 2022. V sezóně 2022/23 nastupoval Šalé pravidelně v A-týmu Komety. 3. února 2023 vstřelil ve věku 17 let a 330 dnů hattrick do sítě třineckých Ocelářů. V zápase Kometa zvítězila 5:1. Šalé se tak stal druhým nejmladším střelcem hattricku české extraligy po Jakubu Šindelovi.

### Seattle Kraken (2023–současnost)
V roce 2023 si ho v draftu NHL vybral tým Seattle Kraken jako 20. hráče v celkovém pořadí. Později, 17. července 2023, podepsal s týmem Kraken tříletou vstupní smlouvu.

#### OHL (2023/24)
Sezónu 2023/2024 začal v týmu Barrie Colts v Ontario Hockey League, který si jej vybral v rámci CHL Import Draftu v roce 2022. S kanadským týmem podepsal 1. září 2023 smlouvu. 10. ledna 2024 byl vyměněn z Barrie do Kitcheneru, kde hraje i slovenský útočník Filip Mešár.

#### Coachella Valley Firebirds (2024–)
V aktuální sezóně pravidelně nastupuje za Coachella Valley Firebirds hrající v AHL, klub je farmou pro Seattle Kraken. V týmu hraje také brankář Aleš Stezka.

## Reprezentace
Šalé byl součásti stříbrného týmu reprezentace Česka do 20 let na Mistrovství světa juniorů 2023. V následujícím roce získal na juniorském světovém šampionátu bronzovou medaili, když se českému týmu v zápase o bronz podařilo překonat nepříznivý stav 2:5. Třetí medaili, rovněž bronzovou, získal na Mistrovství světa juniorů 2025, tentokrát jako kapitán českého týmu.

## Statistiky

### Klubové statistiky
| Sezóna      | Klub              | Soutěž      |    | Základní část | Základní část | Základní část | Základní část | Základní část |   | Play off | Play off | Play off | Play off | Play off |
| Sezóna      | Klub              | Soutěž      | Z  | G             | A             | B             | TM            | Z             | G | A        | B        | TM       |          |          |
| 2021/22     | HC Kometa Brno    | ČHL-20      | 39 | 42            | 47            | 89            | 56            | 5             | 5 | 5        | 10       | 0        |          |          |
| 2021/22     | HC Kometa Brno    | ČHL         | 10 | 2             | 1             | 3             | 2             | —             | — | —        | —        | —        |          |          |
| 2022/23     | HC Kometa Brno    | ČHL         | 43 | 7             | 7             | 14            | 2             | 6             | 0 | 0        | 0        | 0        |          |          |
| 2023/24     | Barrie Colts      | OHL         | 25 | 7             | 13            | 20            | 6             | —             | — | —        | —        | —        |          |          |
| 2023/24     | Kitchener Rangers | OHL         | 24 | 8             | 10            | 18            | 2             | 10            | 5 | 7        | 12       | 8        |          |          |
| ČHL celkově | ČHL celkově       | ČHL celkově | 59 | 9             | 8             | 17            | 4             | 6             | 0 | 0        | 0        | 0        |          |          |

### Reprezentace
| Rok                       | Tým                       | Soutěž                    | Z  | G  | A  | B  | TM |
| ------------------------- | ------------------------- | ------------------------- | -- | -- | -- | -- | -- |
| 2021                      | Česko 18                  | HG-18                     | 4  | 1  | 2  | 3  | 2  |
| 2022                      | Česko 18                  | MS-18                     | 6  | 1  | 8  | 9  | 0  |
| 2022                      | Česko 18                  | HG-18                     | 5  | 4  | 2  | 6  | 0  |
| 2023                      | Česko 20                  | MS-20                     | 7  | 1  | 5  | 6  | 2  |
| 2023                      | Česko 18                  | MS-18                     | 5  | 4  | 2  | 6  | 4  |
| 2024                      | Česko 20                  | MS-20                     | 7  | 3  | 4  | 7  | 0  |
| 2025                      | Česko 20                  | MS-20                     | 7  | 6  | 2  | 8  | 4  |
| Juniorská kariéra celkově | Juniorská kariéra celkově | Juniorská kariéra celkově | 41 | 20 | 25 | 45 | 12 |